# Фрут Хајтс (Јута)
Фрут Хајтс (енгл. Fruit Heights) град је у америчкој савезној држави Јута.

## Демографија
По попису из 2010. године број становника је 4.987, што је 286 (6,1%) становника више него 2000. године.
| Група             | 2000.         | 2010.         |
| Белци             | 4.544 (96,7%) | 4.690 (94,0%) |
| Афроамериканци    | 2 (0,0%)      | 26 (0,5%)     |
| Азијати           | 40 (0,9%)     | 61 (1,2%)     |
| Хиспаноамериканци | 96 (2,0%)     | 155 (3,1%)    |
| Укупно            | 4.701         | 4.987         |